# Poveste din cartierul de vest (film din 2021)
Poveste din cartierul de vest (titlu original: West Side Story) este un film american dramatic muzical din 2021 regizat de Steven Spielberg după un scenariu de Tony Kushner. Rolurile principale au fost interpretate de actorii Ansel Elgort și Rachel Zegler. Este a doua adaptare de lungmetraj a muzicalului de scenă din 1957 cu același nume, după filmul din 1961.
Prezintă o poveste de dragoste interzisă și rivalitatea dintre Jets și Sharks, două bande de tineri cu origini etnice diferite.

## Distribuție
- Ansel Elgort - Tony
- Rachel Zegler - Maria[9]
- Ariana DeBose - Anita
- David Alvarez - Bernardo
- Mike Faist - Riff
- Rita Moreno - Valentina
- Brian d'Arcy James - Officer Krupke
- Corey Stoll - Lieutenant Schrank
- Josh Andrés Rivera - Chino
- iris menas - Anybodys[10]
- Mike Iveson - Glad Hand
- Jamila Velazquez - Meche
- Annelise Cepero - Provi
- Yassmin Alers - Lluvia
- Jamie Harris - Rory
- Andréa Burns - Fausta
- Curtiss Cook - Abe[11]

### Sharks
- David Avilés Morales - Anibal
- Sebastian Serra - Braulio
- Ricardo A. Zayas - Chago
- Carlos E. Gonzalez - Chucho
- Ricky Ubeda - Flaco
- Andrei Chagas - Jochi
- Adriel Flete - Julito
- Jacob Guzman - Junior
- Kelvin Delgado - Manolo
- Carlos Sánchez Falú - Pipo
- Julius Anthony Rubio - Quique
- Yurel Echezarreta - Sebas
- David Guzman - Tino

### Jets
- Sean Harrison Jones - Action
- Jess LeProtto - A-Rab
- Patrick Higgins - Baby John
- Kyle Allen - Balkan
- John Michael Fiumara - Big Deal
- Kevin Csolak - Diesel
- Kyle Coffman - Ice
- Daniel Patrick Russell - Little Moly
- Ben Cook - Mouthpiece
- Harrison Coll - Numbers
- Garrett Hawe - Skink
- Myles Erlick - Snowboy
- Julian Elia - Tiger

### Shark girls
- Ana Isabelle - Rosalia
- Tanairi Sade Vazquez - Charita
- Yesenia Ayala - Clary
- Gabriella M. Soto - Conchi
- Juliette Feliciano Ortiz - Cuca
- Jeanette Delgado - Ili
- Maria Alexis Rodriguez - Isa
- Edriz E. Rosa Pérez - Jacinta
- Ilda Mason - Luz
- Jennifer Florentino - Montse
- Melody Martí - Pili
- Gaby Diaz - Tati
- Isabella Ward - Tere

### Jet girls
- Paloma Garcia-Lee - Graziella
- Eloise Kropp - Dot
- Leigh-Ann Esty - Gussie
- Lauren Leach - Karen
- Brittany Pollack - Mack
- Kellie Drobnick - Mamie
- Skye Mattox - Maxie
- Adriana Pierce - Natalie
- Jonalyn Saxer - Rhonda
- Brianna Abruzzo - Sorella
- Halli Toland - Sweden
- Sara Esty - Tat
- Talia Ryder - Tessie
- Maddie Ziegler - Velma

Surse: